# Coaster (álbum)
Coaster es el undécimo álbum de estudio de NOFX. Fue distribuido por la discográfica Fat Wreck Chords. Salió a la venta el 28 de abril de 2009. Unas semanas antes de su salida, el sello Fat Wreck puso a través de su página web el tema "The Quitter" para descargar. El álbum entero se filtró antes de su salida oficial.
Como dato curioso, la canción "Eddie, Bruce and Paul" habla del grupo de heavy metal británico Iron Maiden.
La edición en vinilo del disco lleva otro título, Frisbee.

## Listado de canciones
1. "We Called It America" – 2:07
2. "The Quitter" – 1:52
3. "First Call" – 2:33
4. "My Orphan Year" – 2:59
5. "Blasphemy (The Victimless Crime)" – 2:54
6. "Creeping Out Sara" – 2:45
7. "Eddie, Bruce, and Paul" – 3:53
8. "Best God in Show" – 3:29
9. "Suits and Ladders" – 2:25
10. "The Agony of Victory" – 2:07
11. "I Am an Alcoholic" – 2:36
12. "One Million Coasters" – 3:09

- Datos: Q2536668